# Jannik Tepe
Jannik Tepe (* 11. März 1999) ist ein deutscher Fußballspieler. 

## Werdegang
Der Stürmer Jannik Tepe begann seine Karriere beim SV Bad Laer und wechselte im Jahre 2014 in die Jugend des VfL Osnabrück. Mit dem VfL wurde er im Jahre 2015 Meister der B-Junioren-Regionalliga Nord und stieg in die B-Junioren-Bundesliga auf. Dort stieg man in der Saison 2015/16 als Tabellenletzter wieder ab. Tepe rückte in die A-Jugend auf, die in der A-Junioren-Bundesliga spielt. Am 5. Mai 2018 gab er sein Debüt als Profi in der 3. Liga beim 1:1 im Spiel gegen Werder Bremen II, in das er für Marcos Álvarez eingewechselt wurde. Bei seinem zweiten Einsatz am 12. Mai 2018 erzielte Tepe das einzige Osnabrücker Tor bei der 1:4-Auswärtsniederlage gegen die SpVgg Unterhaching. Im Juni 2018 wechselte er zur Regionalliga-Reserve von Fortuna Düsseldorf. Zur Saison 2019/20 schloss er sich dem Oberligisten 1. FC Monheim an.